# Pomnik nagrobny Sapiehów w Berezie
Pomnik nagrobny Sapiehów w Berezie – pomnik nagrobny przedstawicieli rodu Sapiehów w Berezie.
Znajduje się na miejskim cmentarzu w Berezie położonym za południowym murem dawnej kartuzji.  Nie figuruje on na liście zabytków kultury Republiki Białorusi. Jest wysoką piramidą (3,69 m) o podstawie równoramiennego trójkąta (o boku 2,25 m), wymurowaną z palonej cegły na zaprawie piaskowo-wapiennej. W jego ścianach – południowej i południowo-wschodniej – znajdują się głębokie wnęki w profilowanych obramieniach.
Pomnik powiązany jest z rodziną Sapiehów, której przedstawiciele z linii czerejsko-różańskiej byli pochowani w krypcie kościoła kartuzów, ufundowanego przez podkanclerzego litewskiego Kazimierza Leona Sapiehę, jako rodzinna nekropolia. Po kasacie klasztoru kartuzów (1831) na mocy carskiego ukazu, który oficjalnie był następstwem zaangażowania zakonników w powstanie listopadowe, kościół i dawne eremy przetrwały kolejne trzy dekady, zanim wydano rozporządzenie o ich rozbiórce. W grodzieńskim Archiwum Historycznym zachowała się drobiazgowa, opisana na kilkudziesięciu kartach, relacja z tych prac. Wśród licznych dokumentów znalazł się zapis, że podczas wyburzania ścian kościoła znaleziono cynową trumnę ze szczątkami Kazimierza Leona Sapiehy. Zdecydowano wówczas, że zarówno prochy podkanclerzego, jak i trumny innych Sapiehów pochowanych w krypcie pod kaplicą św. Brunona zostaną przeniesione na miejscowy cmentarz. Początkowo pochowano szczątki Kazimierza Leona przy jego skraju, wystawiając nad grobem jedynie drewniany krzyż, jednak później urządzono tam wspólny pochówek wszystkich zmarłych, upamiętniając to miejsce murowanym obeliskiem w kształcie wysokiej piramidy.
Przez wiele lat obiekt był narażony na niekorzystne działania czynników atmosferycznych. Murowana, pobielona struktura podlegała procesom destrukcji – powierzchnia tynków i cegieł wietrzała, korodowały metalowe elementy we wnękach, mocno nadwerężony został jeden z narożników (zapewne na skutek dewastacji). Fatalny stan budulca był zagrożeniem dla stabilności pomnika – częściowo zlasowana cegła osypywała się powierzchniowo, a wody opadowe, które dostawały się w spękania, powodowały niszczenie obiektu od wewnątrz, szczególnie podczas zamarzania. Fragmentarycznie zachowane tynki i resztki profili zaatakowały mikroorganizmy.

## Prace konserwatorskie
W ramach programu „Ochrona dziedzictwa kulturowego za granicą 2018” ze środków finansowych Ministra Kultury i Dziedzictwa Narodowego pochodzących z Funduszu Promocji Kultury udało się sfinansować przy bereskim obelisku konieczne prace remontowo-konserwatorskie. Zostały przeprowadzone w drugiej połowie 2018 r., pod kierunkiem dr Doroty Piramidowicz, przez konserwatora dzieł sztuki Andrzeja Kazberuka i dwóch mieszkańców Berezy – dziennikarza Mikołaja Sinkiewicza i nauczyciela Wasyla Nowika.

Działania miały na celu zabezpieczenie obiektu, zrekonstruowanie ubytków cegieł, tynków, zwieńczenia oraz odtworzenie płyt inskrypcyjnych. Do uzupełnień i rekonstrukcji wykorzystane zostały cegły pochodzące z rumowiska dawnej kartuzji, co było zasadne, ponieważ pomnik został wystawiony z cegieł pozyskanych przy rozbiórce klasztornego kościoła w 1869 r. Obelisk został wzmocniony, wykonano niezbędne uzupełnienia ścian i profili. W zwieńczeniu posadowiono krzyż z siedemnastowiecznego metalowego płaskownika, wsparty na odkutej z piaskowca kuli. W miejscu czterech wnęk o różnym kształcie wstawiono tablice wykonane z ciemnego granitu szwedzkiego. Zostały one zaprojektowane współcześnie (nieznane są przekazy mówiące o ich historycznych treściach), a ich celem było upamiętnienie rodu Sapiehów, jednego z najważniejszych w czasach Rzeczypospolitej Obojga Narodów zarówno dla Litwy, jak i dla Korony. Na czterech tablicach znalazły się: sapieżyński herb Lis, odwołanie (w języku polskim i białoruskim) „Prochom przedstawicieli rodu Sapiehów przeniesionym tu z krypty kościoła kartuzów w Berezie w 1869 roku”, łacińska sentencja „Requiescant in pace”, data 1869. Na gładkiej ścianie obelisku została zamocowana piąta tablica z listą nazwisk pochowanych tu Sapiehów, oparta na przekazach archiwalnych i literaturze nawiązującej do historii rodu (w dwóch językach, polskim i białoruskim). Zgodnie z obecną wiedzą byli to:
Kazimierz Leon Sapieha (1609–1656) – podkanclerzy lit., fundator kartuzji w Berezie
Paweł Jan Sapieha (1610–1665) – woj. wileński, hetman w. lit.
Anna z Kopciów Sapieżyna (1627–1707) – wojewodzina wileńska, żona Pawła Jana
Kazimierz Jan Sapieha (ok. 1642–1720) – woj. wileński, hetman w. lit.
Leon Bazyli Sapieha (1652 lub 1656–1686) – generał artylerii lit.
Franciszek Stefan Sapieha (?–1686) – koniuszy lit.
Zofia Sapieżanka (?–1694) – córka Franciszka Stefana, koniuszego lit.
Maria de Béthune Sapieżyna (1677–1721) – marszałkowa w. lit., żona Aleksandra Pawła
Jerzy Stanisław Sapieha (1667–1732) – woj. mścisławski
Krystyna Sapieżanka (?–1733) – córka Jerzego Felicjana, woj. mścisławskiego
Kazimierz Józef Sapieha (?–1749) – starosta olkienicki i jałowski
Michał Antoni Sapieha (1711–1760) – podkanclerzy lit.
Tekla z Radziwiłłów Sapieżyna (1703–1747) – podkanclerzyna lit., żona Michała Antoniego
Aleksander Michał Sapieha (1730–1793) – woj. połocki, kanclerz w. lit.
Michał Ksawery Sapieha (1735–1766) – krajczy lit.
Magdalena Agnieszka z Lubomirskich Sapieżyna (1739–1780) – kanclerzyna lit., żona Aleksandra Michała

Franciszek Sapieha (1772–1829) – generał artylerii lit.